# 片桐貞彰
片桐 貞彰（かたぎり さだあき、明和8年2月25日（1771年4月9日） - 文政5年1月20日（1822年2月11日））は、大和国小泉藩の第7代藩主。
第6代藩主片桐貞芳の長男。正室は水野忠鼎の娘。子は片桐貞信（長男）、娘（木下利広室）。官位は従五位下、主膳正。幼名は孫千代、通称は主膳。
天明7年（1787年）11月1日、将軍徳川家斉に御目見する。同年12月8日、父の隠居により跡を継ぐ。同年12月18日、従五位下・主膳正に叙任する。文化12年（1815年）9月21日、隠居し、長男貞信に家督を譲った。文政5年（1822年）正月20日、52歳で死去した。